# 哈森區

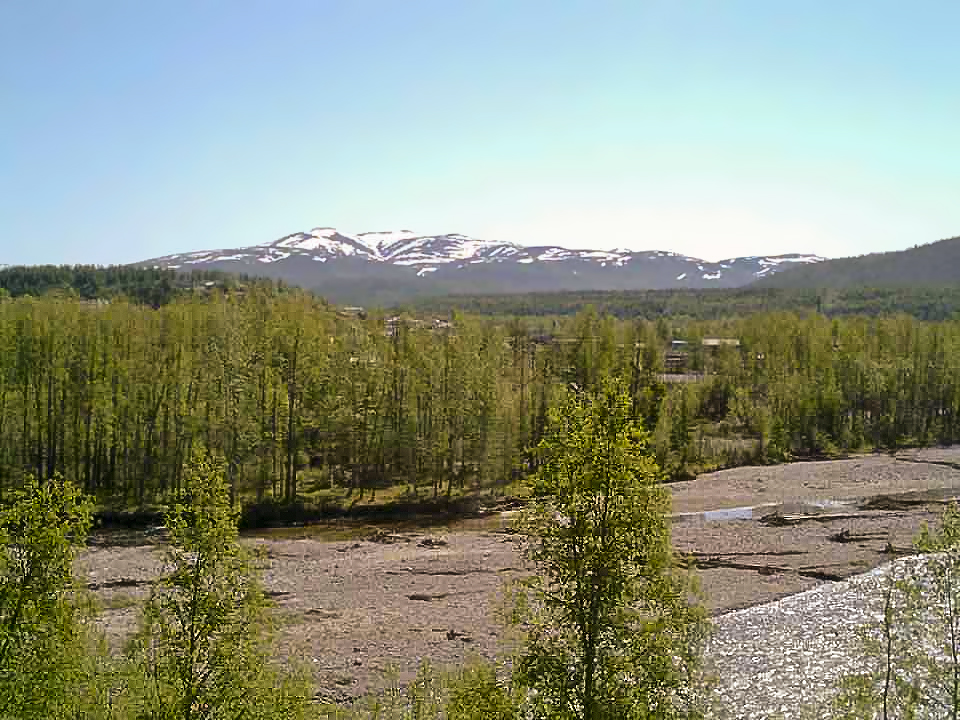

60°05′N 150°55′E / 60.083°N 150.917°E
哈森區（俄语：Хасынский район），是俄羅斯的一個區，位於該國東北部，由馬加丹州負責管轄，面積19,252平方公里，2010年該區人口8,141，人口密度每平方公里0.42人。